# Mark Smith (inżynier wyścigowy)
Mark Smith (ur. 9 marca 1961 w Pelsall, Staffordshire) – brytyjski inżynier, dyrektor techniczny w zespołach Formuły 1 Force India, Caterham oraz Sauber.

## Życiorys
Mark Smith był jednym z pierwszych pracowników w irlandzkim zespole Jordan Grand Prix w Formule 1. Pracował we francuskim zespole Renault i austriackim Red Bull Racing. W listopadzie 2007 roku dołączył do indyjskiego zespołu Force India jako dyrektor do spraw projektowych. W 2010 roku zastąpił Jamesa Keya na stanowisku dyrektora technicznego, który odszedł do szwajcarskiego zespołu Sauber. Brytyjczyk na stanowisku dyrektora technicznego w Force India został zastąpiony przez Andrew Greena. Następnie był dyrektorem technicznym w zespole Caterham i Sauber. W 2016 roku przed Grand Prix Australii zrezygnował ze stanowiska decydując się na powrót do Wielkiej Brytanii z powodów rodzinnych.